# 庄司建設工業
庄司建設工業株式会社（しょうじけんせつこうぎょう 英：SHOJI CONSTRUCTION CO.,LTD）は、福島県南相馬市に本社を置く総合建設会社（ゼネコン）である。

## 概要
本社のある福島県・相双地区を中心に、公共・民間建築、マンション、戸建て住宅をはじめとする建築事業と、農業土木や舗装工事などをはじめとする土木事業を展開する。
クレーン船や交通船を保有するなど海洋土木事業も得意とし、相馬港や松川浦漁港などの工事も受注している。
戸建て住宅部門ではミサワホーム（ミサワホーム庄司）、不動産部門ではアパマンショップ（アパマンショップ南相馬店）の代理店事業も行なっている。
鉄筋コンクリート賃貸マンションでは、独自のブランド『マンションドム』を展開している。

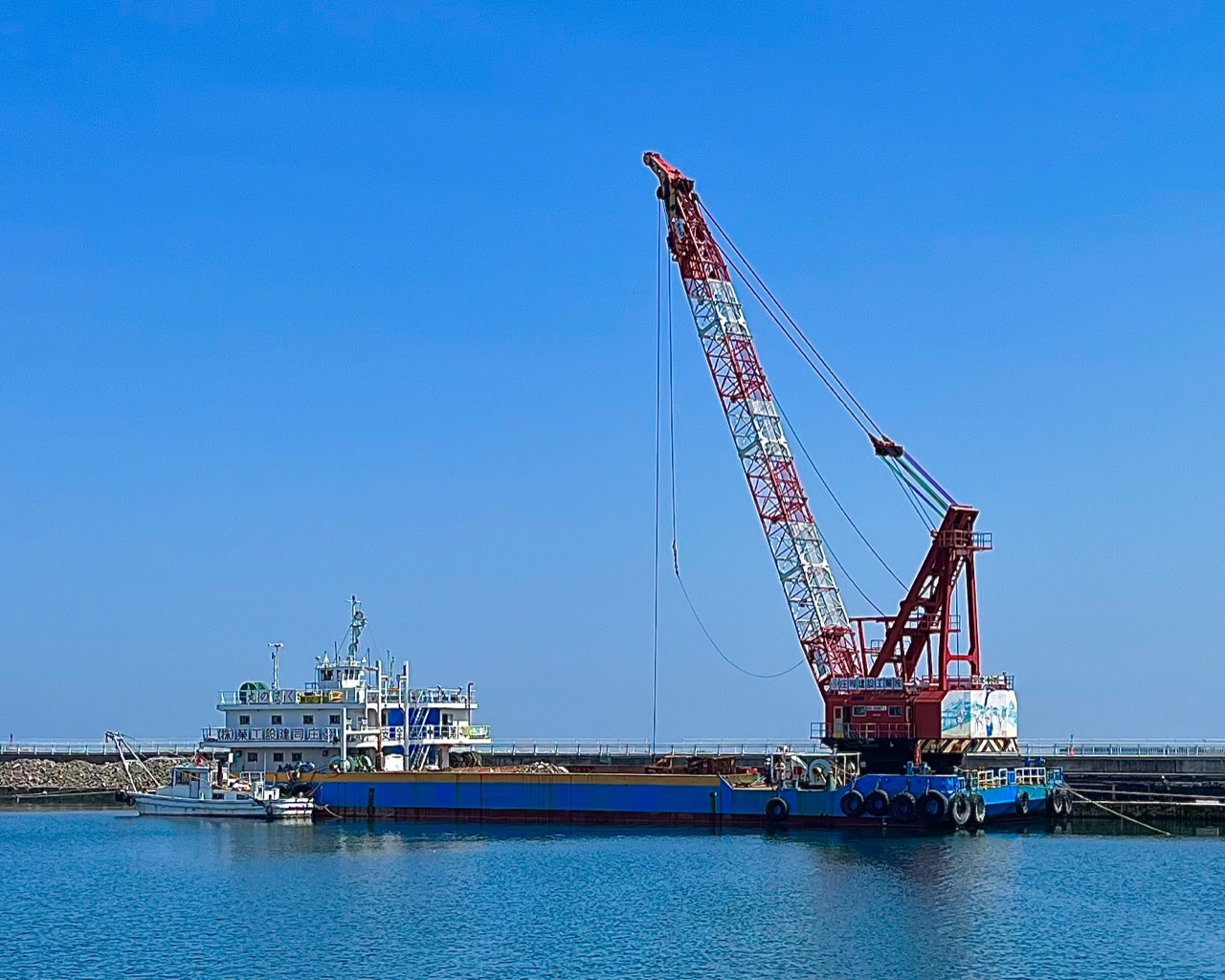
相馬港１号埠頭内で浚渫作業中の起重機船「くまの丸」

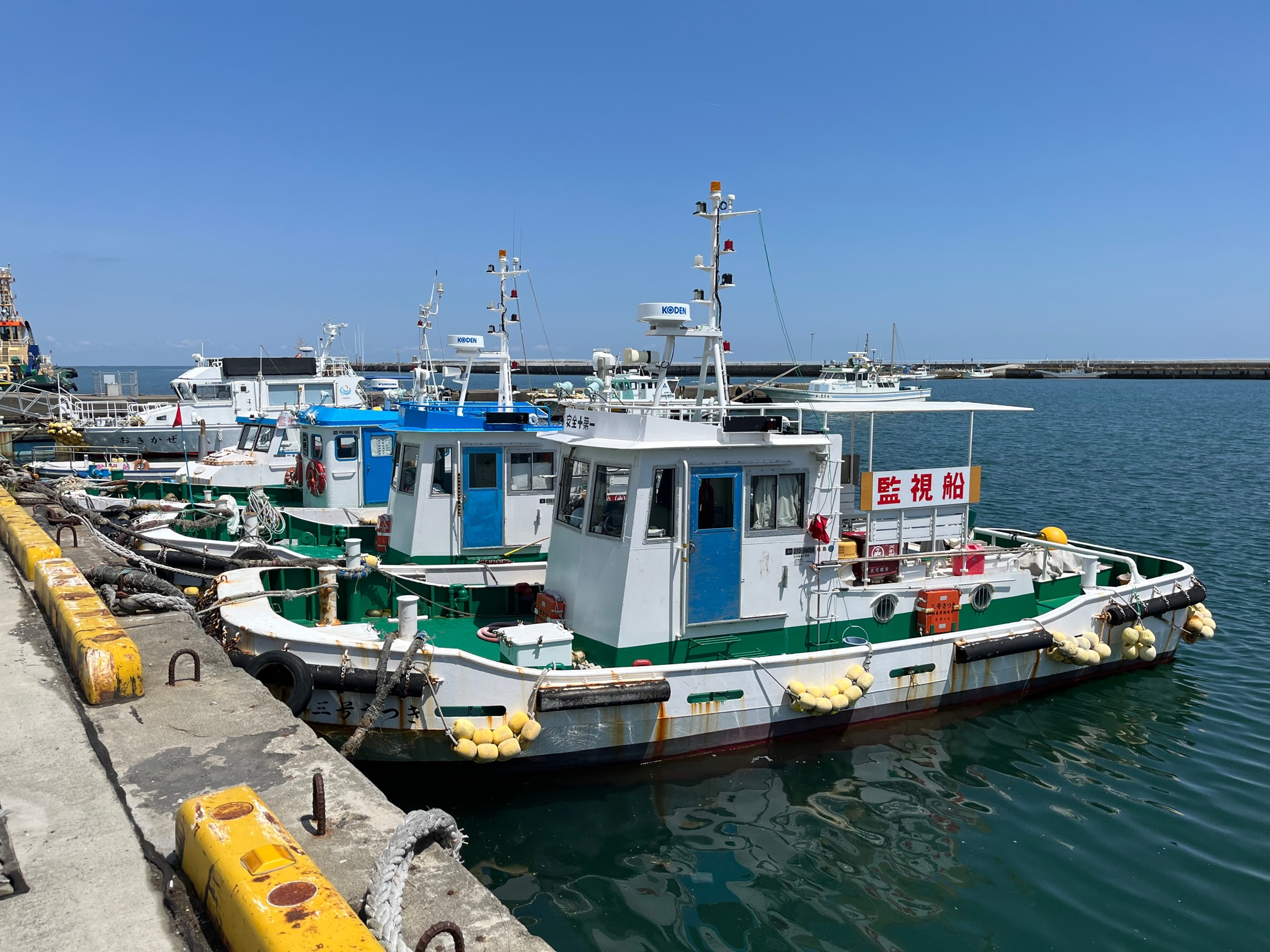
相馬港に係留された所有する交通船。三号さつき 他。

## 沿革
- 1922年(大正11年)3月 - 初代庄司巻造が福島県相馬郡にて庄司組を創業
- 1942年(昭和17年)2月 - 二代庄司巻造が庄司組を継承
- 1944年(昭和19年)6月 -相馬土木建築工業株式会社を設立
- 1949年(昭和24年)1月 - 庄司建設工業株式会社に商号を変更
- 1962年(昭和37年)9月 - 庄司建設1級建築士事務所開設
- 1966年(昭和41年)7月 - 庄司公正が取締役社長に就任
- 1977年(昭和52年)9月 - ミサワホームと業務提携
- 1982年(昭和57年)8月 - これまでに福島営業所、仙南営業所、相馬営業所、横浜出張所を開設
- 2000年(平成12年)
  - 4月 - ISO9002(土木構造物の施工) 認証取得
  - 12月 - ISO9001(建築物の設計、施工及び付帯サービス) 認証取得
- 2001年(平成13年)12月 - 日崎建設株式会社とヒーローマンションFC業務提携
- 2002年(平成14年)
  - 1月 - 建築設計事務所称号を一級建築士事務所ドムデザインに名称変更
  - 3月 - 郡山支店開設
- 2005年(平成17年)11月 - 仙台支店開設
- 2010年(平成22年)5月 - ISO14001　認証取得
- 2014年(平成26年)5月 - 庄司岳洋が代表取締役社長に就任
- 2020年(令和2年)2月 - スポーツクラブアプトロン　オープン
- 2022年(令和4年)3月 - 創立100周年記念式開催

## 経営理念

### つくり、つなげて、未来に結ぶ。
- 豊かに暮らせる地域環境づくりにつとめます
- お客様の期待に応えるモノづくりに全力を注ぎます
- 自然環境の保全に配慮した建設を心がけます
- 地域から信頼され愛される企業をめざします
- 安全で安心な職場づくりにつとめます

## 許可登録
- 国土交通大臣許可（特-4）第1311号
- 一級建築士事務所ドムデザイン　第17号（304）1007号
- 宅地建物取引業　福島県知事（06）001505号

## 施工実績

### トンネル

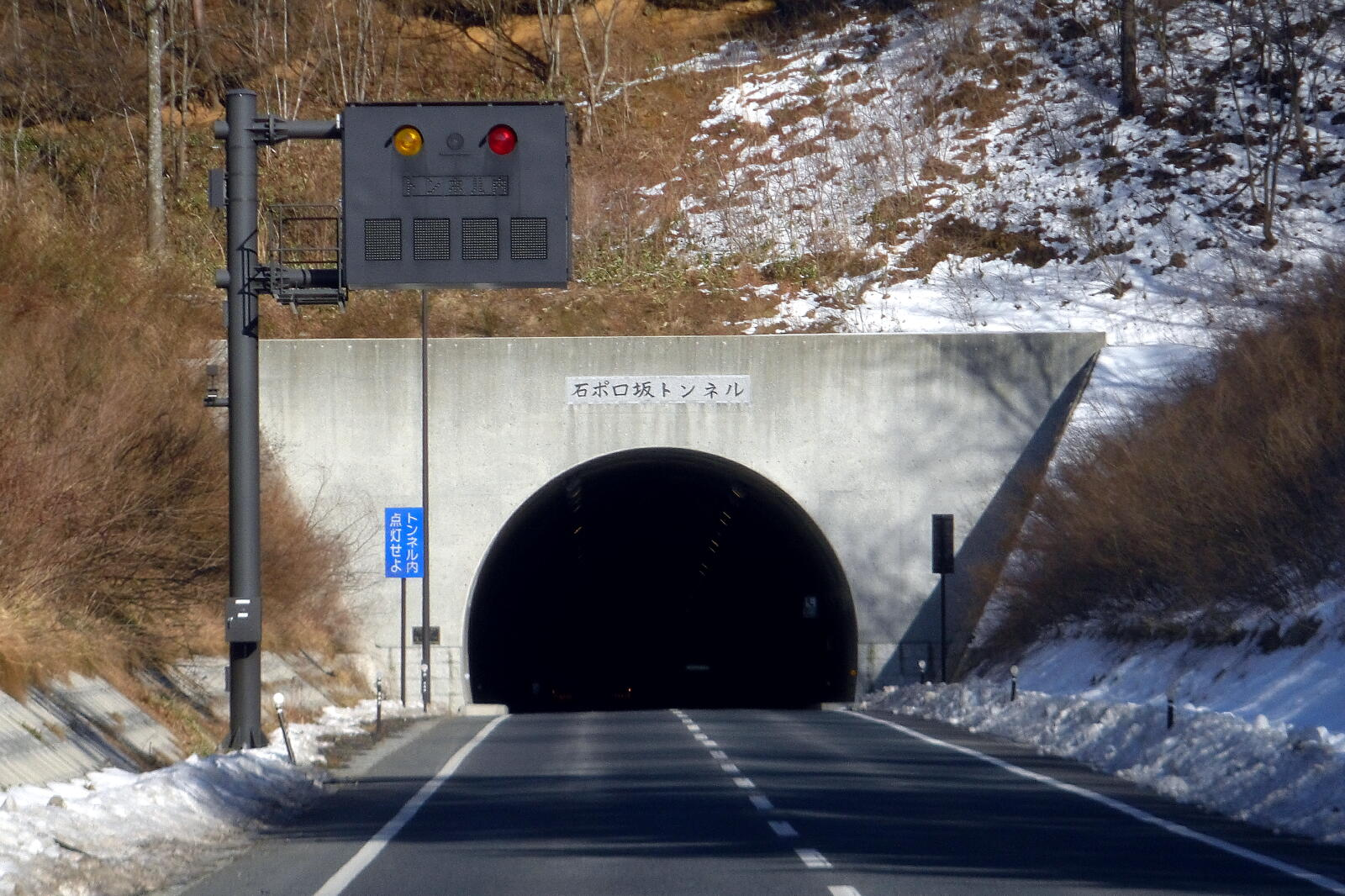
石ポロ坂トンネル

- 鵜ノ尾埼トンネル
- 原浪トンネル
- 石ポロ坂トンネル

- 滝トンネル
- 赤根トンネル
- 矢具野トンネル

- 割山トンネル
- けやきトンネル
- 麓山トンネル

### 橋梁・港湾・土木
- 松川浦大橋
- 北泉海浜公園
- 滝川ダム

- 相馬港 離岸堤
- 相馬港 釣桟橋
- 鴻の巣ダム

- はやま大橋
- 南相馬市第一下水処理場

- 相馬地方広域水道企業団 大野台浄水場

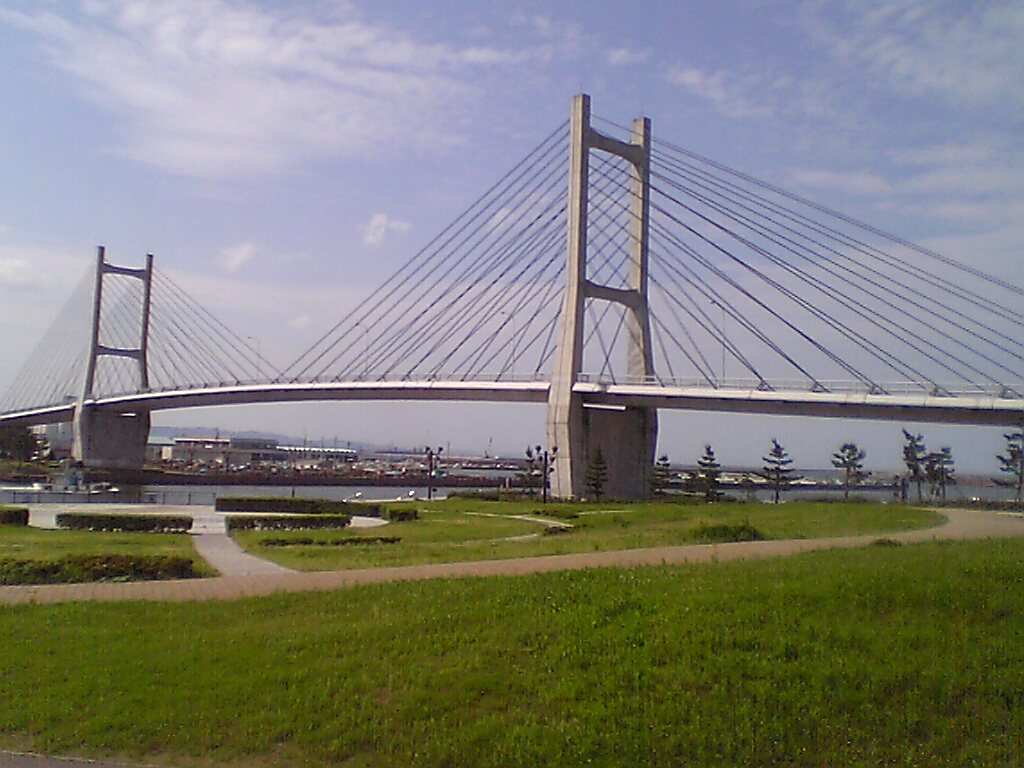
松川浦大橋

### 医療・福祉施設
- 南相馬市立総合病院
- 南相馬市立総合病院 脳卒中センター
- 医療法人社団青空会大町病院
- ふりど循環器科

- 医療法人社団養高会高野病院

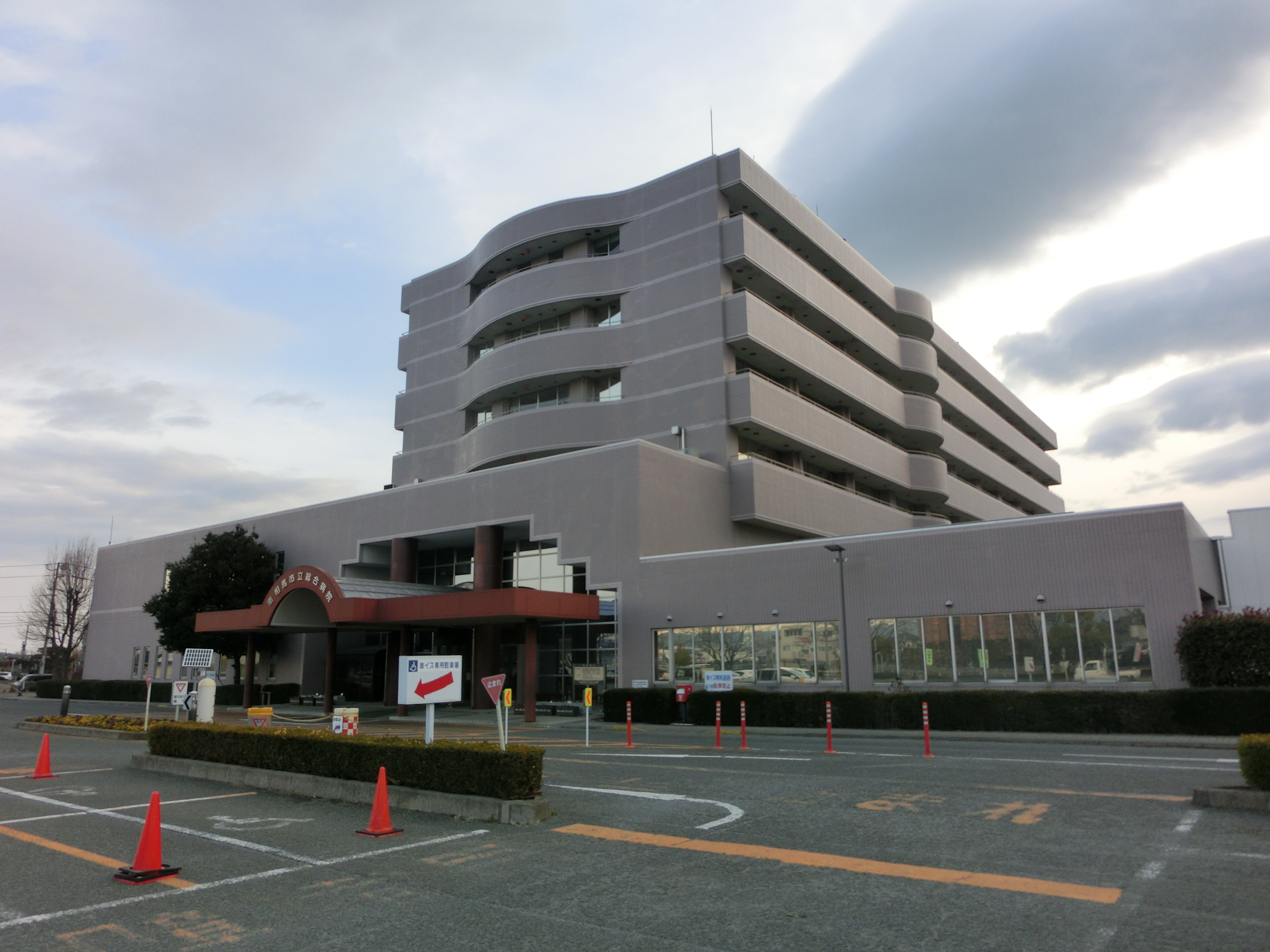
南相馬市立病院

- 鈴木歯科医院
- 石原クリニック
- 新地クリニック

- 南相馬市高松ホーム
- 老人保健施設ヨッシーランド
- 飯舘村老人ホーム

### スポーツ施設
- スポーツアリーナそうま
- 南相馬スポーツセンター

- 南相馬市鹿島体育館
- 南相馬市健康づくりトレーニングセンター「スキット千倉」

### 教育・研究・文化・庁舎
- 福島県立浜高等技術専門校
- 福島県立相馬高等学校
- 飯舘村立飯舘中学校
- 浪江町立大堀小学校

- 社会福祉法人ちいろば会原町聖愛保育園
- 野馬追の里南相馬博物館
- 飯舘村役場庁舎

- 新地町役場庁舎
- 福島ロボットテストフィールド 滑走路付属格納庫

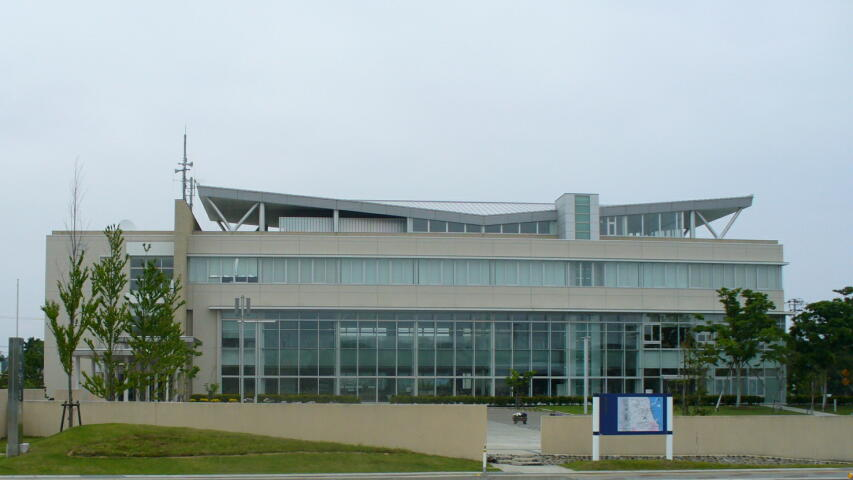
新地町役場庁舎

- 福島ロボットテストフィールド 風洞棟

### オフィス・生産・流通施設
- 福島日野自動車 相双営業所
- 加藤建材工業
- 相馬港湾運送
- 福建コンサルタント
- 庄建技術
- 大東銀行
- 相双五城信用組合

- シチズン東北 相馬事業所
- デンロコーポレーション 東北工場
- 日本オートマチックマシン 原町工場
- 日本オートマチックマシン 端子工場
- オリエンタルモーター 相馬事業所

- 工製作所
- 富山薬品工業 大熊工場
- ユアテック 原町営業所
- 東京レコードマネジメント 福島営業所
- 相馬市振興公社ビル
- 高良エコプラザ

- 相馬総合地方卸売市場
- JAそうまカントリーエレベーター
- 原釜漁港冷凍倉庫
- オリエンタルモーターテック相馬テックカンパニー

### 商業施設

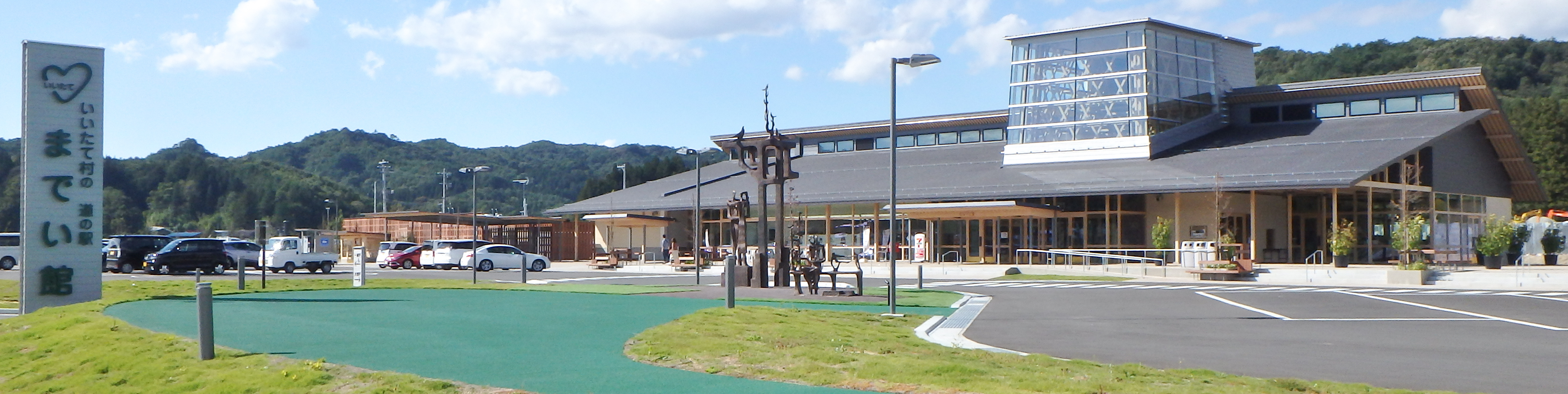
いいたて村道の駅までい館

- いいたて村の道の駅までい館
- ホテル西山
- ホテルふたばや

- 文芸堂書店
- 菓夢菓夢亭
- 立谷商会中村給油所

- トヨタカローラいわき相馬店
- 東北アクセス南相馬バスターミナル
- スーパーシシド

## 営業拠点
- 本社　福島県南相馬市原町区青葉町1-1
- 仙台支店　宮城県仙台市青葉区上杉1-4-10　庄建上杉ビル3階
- 相馬営業所　福島県相馬市原釜字南戸崎56

## 関連会社
- 庄司ホールディングス
- 信用商事
- 港湾サービスセンター
- ミドリ環境建設
- 福祉ケアサービス
- 庄建技術